# Sanción administrativa
Las sanciones administrativas son una clase de acto administrativo que consiste en una sanción como consecuencia de una conducta ilícita del administrado. Han sido definidas como cualquier mal infringido por la Administración a un administrado como consecuencia de una conducta ilegal, a resultas de un procedimiento administrativo.

## Elementos
Existen diversos elementos que determinan las características de la sanción administrativa:
1. Proceden de una autoridad administrativa.
2. Producen un efecto aflictivo, ablatorio.
3. Prosiguen a la realización de un acto ilícito.
4. Cumplen una finalidad represora.
5. Su imposición exige la observancia de un procedimiento administrativo.[1]

## Fundamento
A través del Derecho penal, el Estado pretende el amparo de aquellos bienes jurídicos fundamentales para la convivencia social, mediante la amenaza y el castigo de las conductas que los lesionan. Frente al Derecho penal, sin embargo, existe también otra herramienta sancionadora a disposición del Estado que, con el modesto propósito de procurar el correcto funcionamiento de la gestión administrativa, asegura el respeto a las normas jurídicas administrativas con la imposición de sanciones de orden administrativo, típicamente multas.
La doctrina tradicional considera que los principios que configuran y limitan la potestad sancionadora de la administración son los mismos que la Constitución ha previsto para el ejercicio de la potestad penal del Estado, por cuanto participarían de una misma naturaleza.
Así, el ejercicio de la potestad sancionadora de la administración está configurada y limitada por los principios de legalidad, tipicidad, culpabilidad o responsabilidad, proporcionalidad, non bis in idem y prescripción.

## Principios de la potestad sancionadora de la Administración
Los principios en que se base la potestad sancionadora de la Administración han sido tomados del Derecho penal, siguiendo los criterio de la jurisprudencia largamente consolidada, en virtud de la cual se considera que tales principios son plenamente aplicables al ejercicio de la potestad sancionadora de la Administración, en cuanto son comunes a toda actividad punitiva del Estado, cualquiera que sea el órgano que la ejerza:
- Principio de legalidad, según el cual se exige una atribución expresa por la Ley de la esta potestad.
- Irretroactividad, según el cual a los hechos hay que aplicar las disposiciones sancionadoras vigentes en el momento de ocurrir los mismos.
- Proporcionalidad, prohibición de sanciones administrativas que impliquen privación de libertad y la Administración guardará adecuación entre la gravedad del hecho infracto y la sanción, considerando en especial los criterios de intencionalidad o reiteración, naturaleza de los perjuicios y reincidencia.
- Prescripción: las leyes deberán fijar los plazos de prescripción de las infracciones y sanciones administrativas.
- Principio de tipicidad.
- Principio de personalidad.
- Principio de culpabilidad.
- Principio de supremacía del orden penal.
- Principio non bis in idem. Unos mismos hechos no pueden ser sancionados a la vez por sanción administrativa y penal. Para poder hablar de concurrencia de sanciones debe existir identidad de sujetos, hechos y fundamento.
- Presunción de inocencia.

## Clases
La potestad sancionadora de la Administración se puede dividir en disciplinaria que consiste en la facultad de imponer sanciones a los funcionarios y responsables de faltas cometidas en el ejercicio de sus cargos y tiene por tanto carácter interno. La segunda clase potestades sancionadoras se refiere a la facultad de la Administración de imponer correcciones a los administrados por los actos contrarios a lo ordenado y tiene por tanto carácter externo.

## Procedimiento
El procedimiento administrativo sancionador es el que utilizan las administraciones públicas para ejercer su potestad sancionadora. Por ejemplo, en España está regulado por el Real Decreto 1398/1993, reglamento que se desarrollaba en el Título IX de la Ley 30/1992, de 26 de noviembre, del Régimen Jurídico de las Administraciones Públicas y del Procedimiento Administrativo Común.

## Sanción administrativa en España
La ley que regula actualmente la potestad sancionadora en España, es la Ley 40/2015, de 1 de octubre, de Régimen Jurídico del Sector Público.